# St. Moritz (Neuenbeuthen)

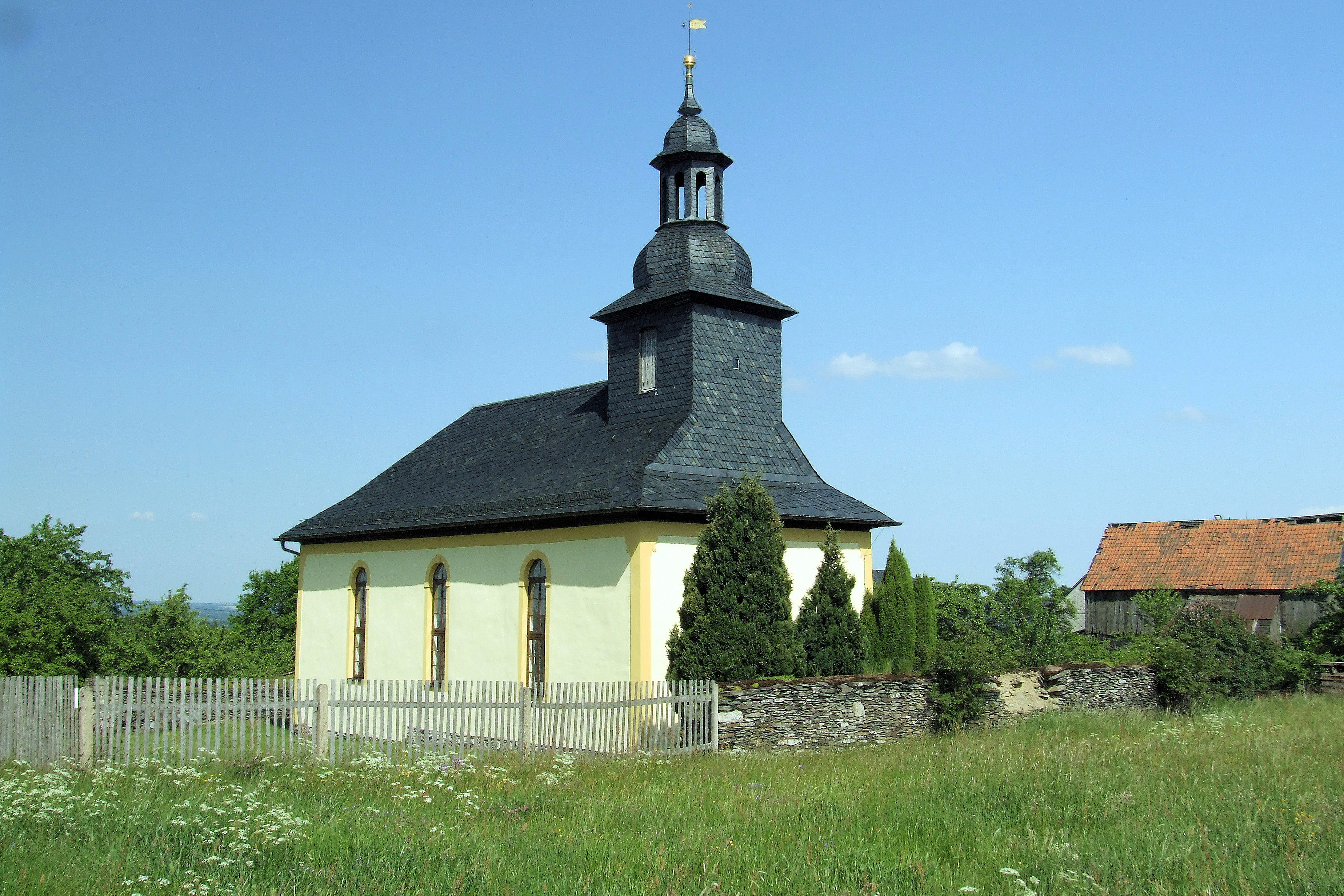
St. Moritz

Die evangelisch-lutherische, denkmalgeschützte Dorfkirche St. Moritz steht in Neuenbeuthen, einem Ortsteil von Drognitz im Landkreis Saalfeld-Rudolstadt von Thüringen. Die Kirchengemeinde Neuenbeuthen gehört zum Pfarrbereich Drognitz im Kirchenkreis Rudolstadt-Saalfeld der Evangelischen Kirche in Mitteldeutschland.

## Beschreibung
Die 1575 als St. Mauritius et socii erstmals erwähnte Kirche wurde 1769 wegen Baufälligkeit abgerissen und neu erbaut. Die Saalkirche ist mit einem schiefergedeckten Walmdach bedeckt, aus dem sich der Dachturm erhebt. Auf ihm sitzt eine gedrungene Haube, die eine offene Laterne trägt, die mit einer Turmkugel bekrönt ist. Noch heute schlägt die 1782 gegossene Kirchenglocke. Der flachgedeckte Innenraum des Kirchenschiffs hat eingeschossige Emporen. Ihre Brüstungen sind rot-weiß-blau mit Blumenmotiven  bemalt, ebenso wie der Kanzelaltar, der aus der Erbauungszeit stammt. Die Orgel mit 10 Registern, verteilt auf zwei Manuale und Pedal, wurde 1906 von Adam Eifert gebaut.
Die Kirche wurde 2006 umfassend renoviert.